# Manoir de Karlova
Le manoir de Karlova (estonien : Karlova mõis) était un manoir à Tartu en Estonie.

## Présentation
Le manoir de Karlova a été fondé en 1793 par Karl Gustav von Krüdener, qui a acheté un terrain du manoir de Tähtvere. 
Les von Krüdener, qui ont construit un bâtiment en bois de style baroque d'un étage sur un haut socle à la fin du XVIIIe siècle.
Le manoir est situé au bord de la vallée de la rivière Emajõgi. 
En 1828, le manoir de Karlova est acquis par Faddeï Boulgarine et il devient le centre de la vie culturelle russe locale. 
Vers 1830, le bâtiment est entièrement reconstruit. L'ancien bâtiment a été décoré d'éléments néo-gothiques et  trois fenêtres ont été ajoutées en son centre. Cependant, une grande extension néo-gothique à deux étages en forme de L a été ajoutée à l'extrémité droite du bâtiment. Le bâtiment reconstruit comportait des fenêtres à gradins, des tourelles et des fenêtres cintrées.
Faddeï Boulgarine possédait une riche collection d'art, de livres et d'objets rares, ainsi que la plus grande collection privée de cartes terrestres de Russie ainsi qu'un télescope de Joseph von Fraunhofer, le plus célèbre fabricant de télescopes de l'époque.
Au début de 1919, la république d'Estonie a acquis le manoir des Boulgarine qui n'ont conservé que le bâtiment principal du manoir et le parc qui sera acheté par la ville de Tartu en 1928,.
Au XXe siècle, un dortoir était situé dans le corps de logis principal, jusqu'à la fin des années 1990, quand le manoir passa en propriété privée. À ce jour, la partie la plus récente du bâtiment a été rénovée, assurant  la restauration de plusieurs éléments de conception perdus au XXème siècle.
Jusqu'à présent, le bâtiment principal préservé et le parc du manoir de Karlova sont restés au cœur de Tartu, dans le quartier de Karlova à proximité du centre-ville.
Il est entouré de quartiers résidentiels denses composés principalement de maisons à plusieurs étages, il ne reste que peu de vestiges du manoir.

## Galerie

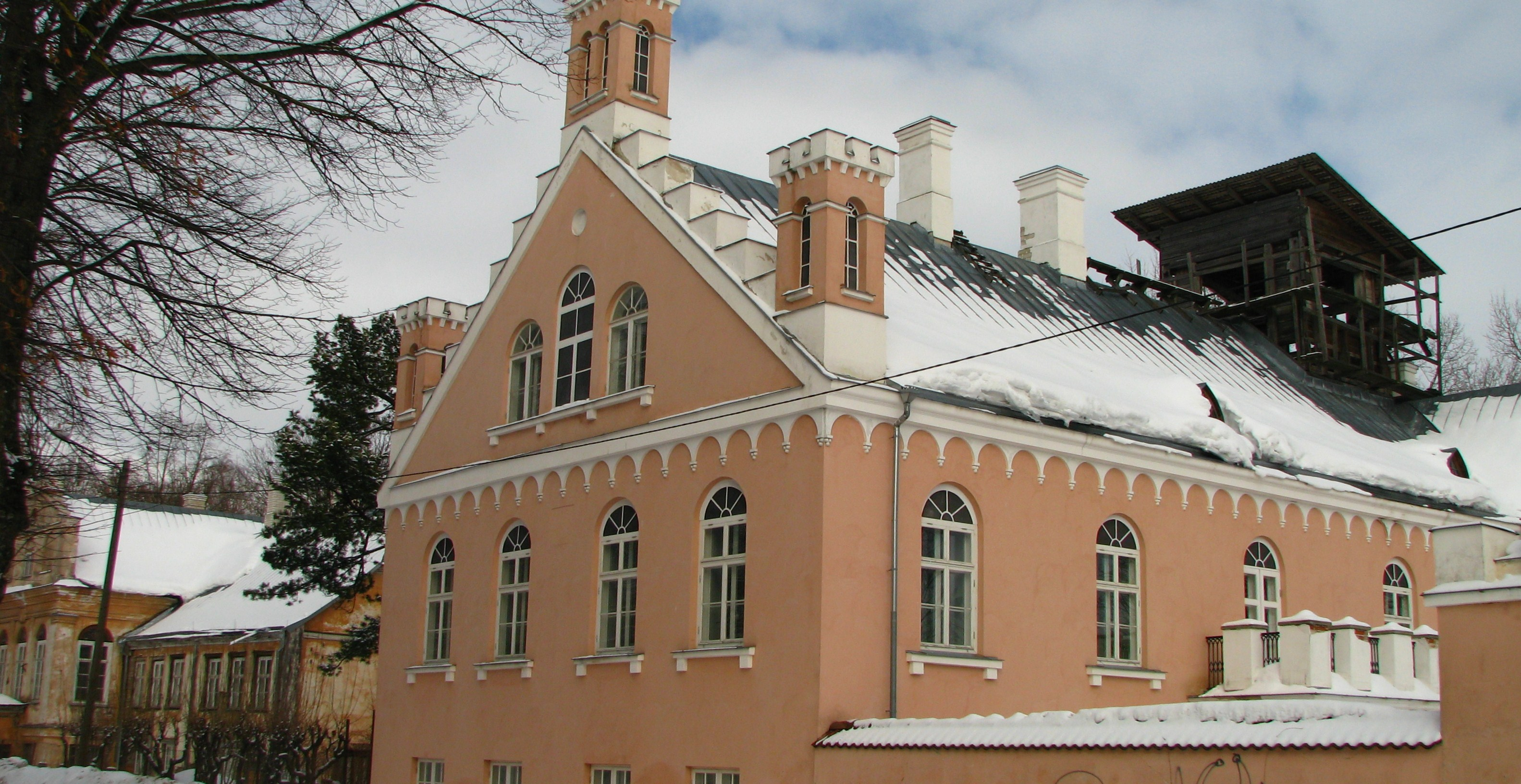
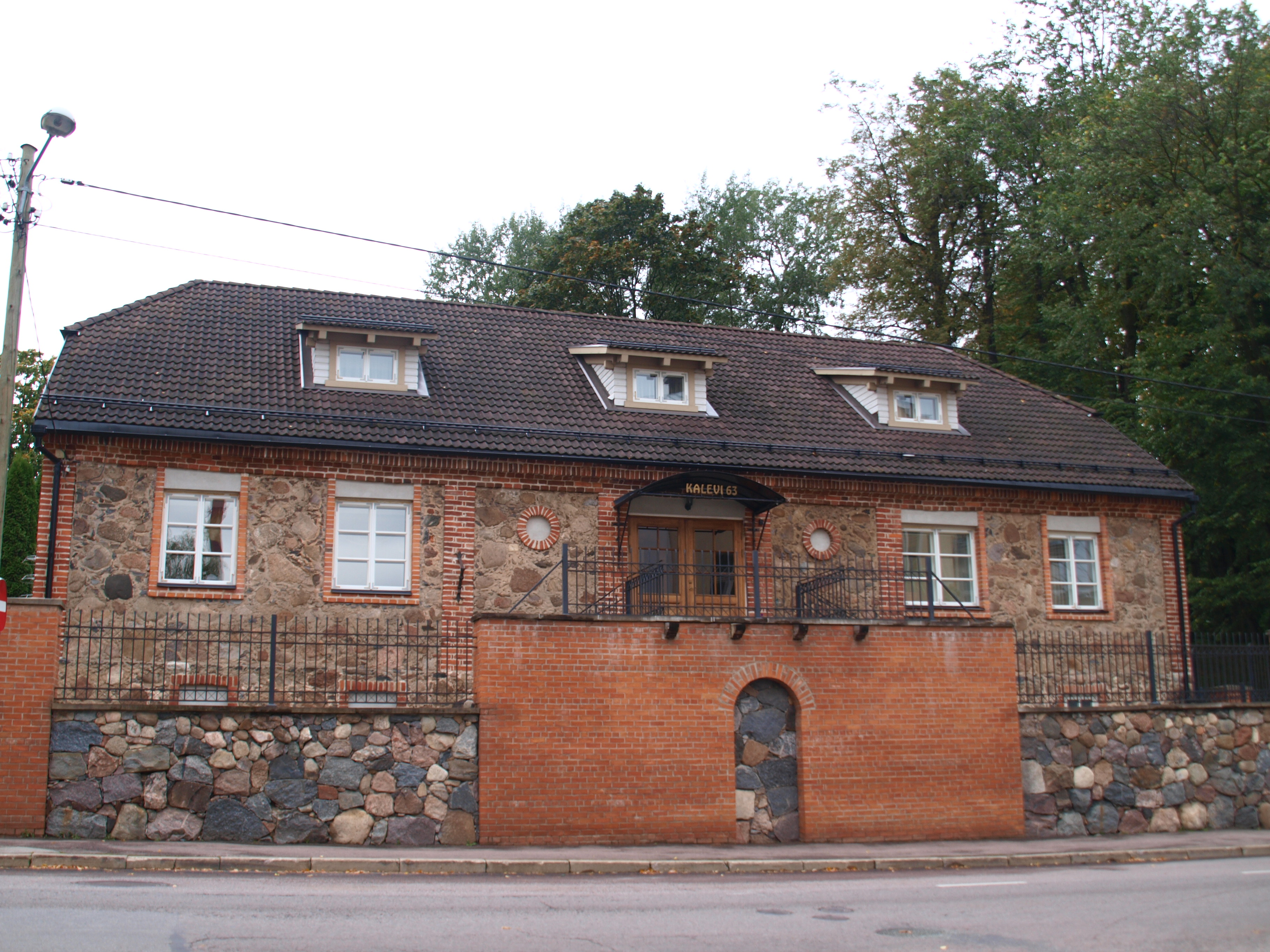
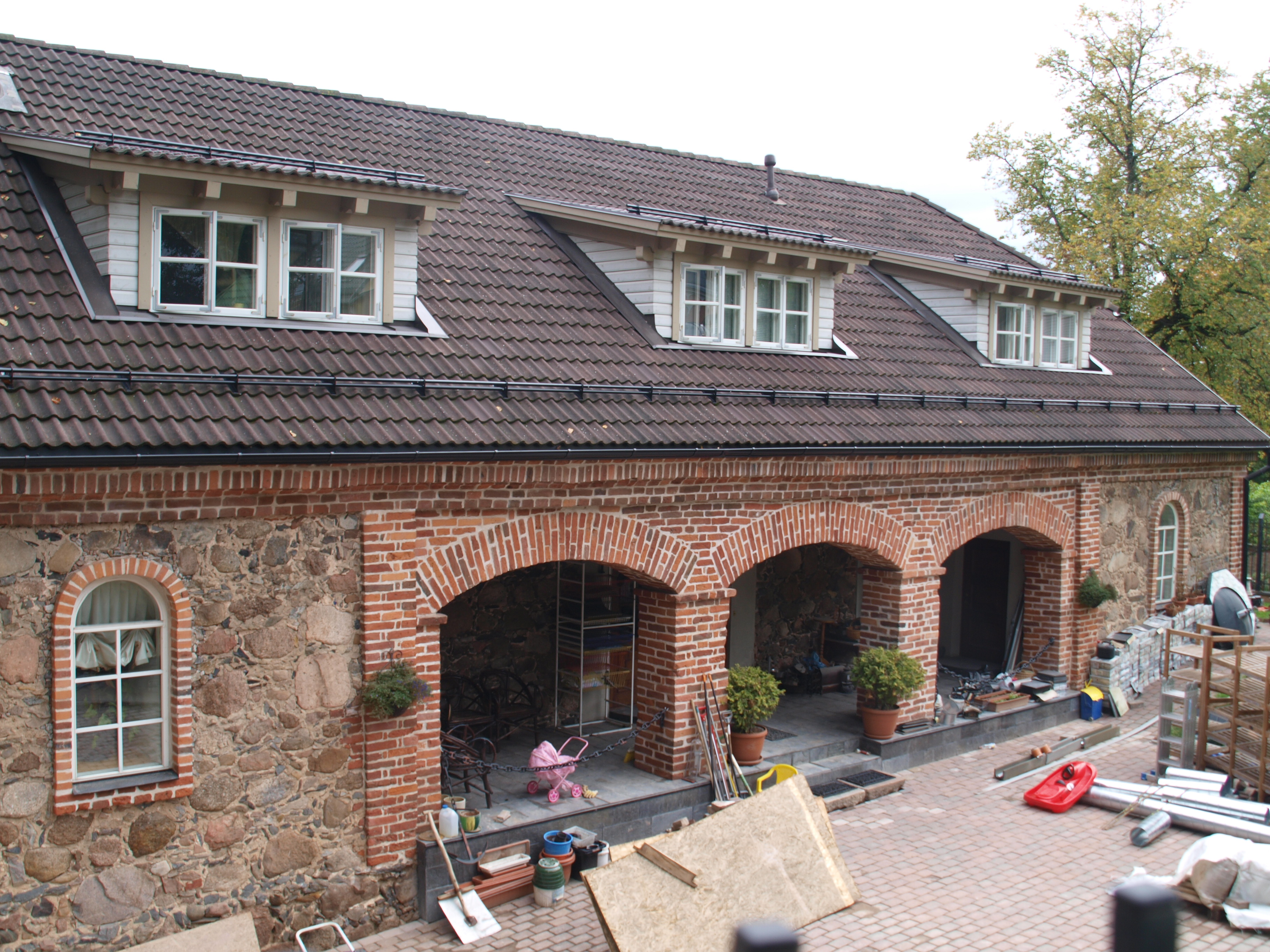